# Horst Freund (Fußballspieler)
Horst Freund (* 28. September 1960) ist ein ehemaliger deutscher Fußballspieler.

## Karriere
Freund gehörte vier Jahre dem Kader der Mannschaft vom Bundesligisten Borussia Dortmund an. In dieser Zeit absolvierte er 8 Spiele. Zur Spielzeit 1983/84 wechselte er in die 2. Bundesliga zu Rot-Weiss Essen. Er war direkt Stammspieler und bestritt 35 Spiele. Mit Essen belegte er den 17. Tabellenplatz und stieg in die Oberliga Nordrhein ab. Anschließend verließ er den Klub und schloss sich dem Fünftligisten VfR Sölde an, der in der Landesliga Westfalen spielte und mit Detlef Schramm einen weiteren Ex-Profi (vormals SpVgg Erkenschwick, kam von Hellweg Lütgendortmund). Am Ende seiner ersten Saison, in der er aufgrund der Reamateurisierung erst ab dem 1. Oktober spielberechtigt war, schaffte er mit der Mannschaft den Sprung in die Verbandsliga Westfalen. Hier verpasste er jedoch mit der Mannschaft den Klassenerhalt.
Freund wurde Trainer im Amateurbereich, seine Stationen waren Fortuna Dorstfeld, wo er als 28-jähriger Spielertrainer wurde, SF Nette, Germania Westerfilde, Hombrucher SV, TSK Hohenlimburg und TuS Ennepetal. Zeitweise trainierte er seine Söhne beim VfL Hörde.

## Privates
Freund ist verheiratet und hat zwei Söhne.